# Яздовский, Валерий Александрович
Валерий Александрович Яздовский (8 июня 1930, Енакиево, Донецкая область, Украинская ССР — 10 ноября 2012, Ивантеевка, Московская область) — инженер, начальник группы телеметрического отдела, космонавт — испытатель Особого конструкторского бюро № 1 (ОКБ-1) Центрального конструкторского бюро экспериментального машиностроения (ЦКБЭМ). Ведущий специалист по проектированию и разработке систем телеметрических измерений на ракетах-носителях и космических аппаратах. Входил в отряд космонавтов, опыта космических полётов не имел.

## Биография

### Ранние годы
Родился 8 июня 1930 года в городе Енакиево Донецкой области, Украинская ССР. Отец — Яздовский Александр Львович (1889—1973) являлся кавалером ордена Ленина (1948) за безупречную работу в угольной промышленности, а так же носил звание «Горного директора III ранга». Мать — Яздовская (Бигмар) Глафира Павловна (1893—1983) была учительницей начальных классов.
Окончив в 1948 году среднюю школу № 2 города Пушкино Московской области, работал на шахте. Учился на вечернем отделении Московского металлургического института, позже перешёл в Московский авиационный институт имени Серго Орджоникидзе. Окончил МАИ в 1954 году с красным дипломом по специальности «Самолетостроение».

### Профессиональная деятельность
Окончив институт, в 1954 году был направлен в ОКБ-1 (Особое конструкторское бюро под руководством Сергея Павловича Королёва), где работал в качестве инженера в 19-м телеметрическом отделе. Он занимался разработкой систем бортовых измерений межконтинентальных баллистических ракет Р5-М, а так же участвовал в её испытаниях.
3 августа 1957 года он был назначен на должность старшего инженера в сектор «Ч» (человек) нового 9-го отдела, который состоял из группы в 9 человек, а в феврале 1959 года Сергей Павлович Королёв назначил его начальником сектора. Яздовский принимал активное участи в разработках кораблей «Восток» и «Восход». Решал проблемы касательно измерений телеметрических параметров бортовых систем, занимался системой приземления и аварийного спасения космонавта (САС). Так же он активно занимался проектированием и экспериментальной отработкой систем космических кораблей «Союз» 7К-ОК, «Зонд» 7К-Л1, а так же кораблей Союз 7К-ЛОК и ЛК по лунной программе.
В 1959 году согласно распоряжению Королёва, Яздовский был задействован в работе Военно-промышленной комиссии, где занимался подготовкой «Положения о космонавтах СССР». Затем, когда был создан Центр подготовки космонавтов ВВС, читал лекции по комплексу средств жизнеобеспечения космонавтов в полёте.
С 1967—1968 годы работал начальником группы в 19-м отделе.

### Космическая подготовка
В мае 1964 года он прошёл медицинское обследование в Центральном научно-исследовательском авиационном госпитале в качестве одного из 14 кандидатов от ОКБ-1 для полёта на первом трехместном космическом корабле «Восход». Но 11 июня 1964 года на заседании Мандатной комиссии его кандидатура не была рекомендована к зачислению.
18 августа 1967 года согласно приказу главного конструктора ЦКБЭМ Василия Павловича Мишина был включен в группу кандидатов в космонавты ЦКБЭМ по программе H1-Л3. С августа 1967 по 1968 год проходил подготовку в ЦКБЭМ в составе группы космонавтов по программе Н1-ЛЗ.
24 мая 1968 года был зачислен в отряд космонавтов ЦКБЭМ.
18 июня 1968 вступил в должность космонавта-испытателя отряда космонавтов ЦКБЭМ (731-го отдела). В октябре 1969 года участвовал в управлении групповым полётом космических кораблей «Союз-6»-«Союз-7»-«Союз-8».
За время службы он проходил подготовку к полетам:
- январь — май 1970 года — подготовка для автономного длительного полёта на космическом корабле «Союз-9» в качестве бортинженера третьего (резервного) экипажа, вместе с Василием Григорьевичем Лазаревым;
- август 1970 года — октябрь 1971 года — подготовка к полёту по программе отработке системы стыковки «Контакт-КЭЦ» на 7К-ОК № 18 и 7К-ОК № 19 в качестве бортинженера основного экипажа пассивного корабля. Изначально проходил совместно с Василием Григорьевичем Лазаревым, а с мая 1970 года — со Львом Васильевичем Воробьёвым.
- май — декабрь 1973 года — подготовка для полета на космическом корабле «Союз-13» по астрофизической программе «Орион» в качестве бортинженера основного экипажа (с Л.Воробьевым). Но 7 декабря 1973 года, за несколько дней до полёта, назначенного на 18 декабря, уже на космодроме Байконур, решением Госкомиссии основной экипаж (Л. И. Воробьёв—В. А. Яздовский) был заменён на дублирующий (П. И. Климук—В. В. Лебедев) из-за «излишней прямолинейности командира и принципиальности бортинженера» (из заключения Госкомиссии)[3]. По неофициальной версии, имел место личностный конфликт и психологическая несовместимость командира и бортинженера[4], после чего для всех советских экипажей проводились углублённые исследования на совместимость.

"Каждый из них добросовестно относился к тренировкам, но когда этих людей свели в один экипаж, их сильные стороны перешли в амбиции, которые стали мешать их совместной работе. Они пошли по пути "перетягивания каната", выясняя, кто важнее в экипаже, и не считаясь с мнением друг друга. К сожалению, у них не хватило понимания того, что их будут оценивать не по отдельности, а как экипаж. Им выпала трудная доля: они так и не слетали в космос, и то, что им пришлось пережить, - это очень тяжелое испытание..."
— Лебедев, Валентин Витальевич Моё измерение
- 1975—1977 годы — подготовка в составе группы космонавтов к полетам на орбитальных станциях.
- 1978—1979 годы — подготовка в составе группы космонавтов по проекту космического корабля «Союз Т».

1 июля 1982 года ушёл на пенсию и был отчислен из отряда космонавтов.

## Воинское звание
- Инженер-лейтенант запаса (13 апреля 1961)
- Лейтенант-инженер запаса (12 марта 1971)
- Старший лейтенант-инженер запаса (17 июня 1974).

## Награды
- Медаль «За трудовую доблесть» (17.02.1958, 17.06.1961);
- Медаль «За доблестный труд. В ознаменование 100-летия со дня рождения В. И. Ленина» (03.04.1970);
- Медаль «Ветеран труда» (23.04.1990);
- Медаль Ю. А. Гагарина (ФК СССР);
- Медаль «XXX лет полета Ю. А. Гагарина 12.04.1961-12.04.1991» (ФК СССР);
- Медаль «90 лет со дня рождения С. П. Королева 1907—1997» (ФК, 1997);
- Медаль «50 лет РКК „Энергия“ им. С. П. Королева» (1996).

## Смерть
Умер 10 ноября 2012 года. Похоронен на Невзоровском кладбище.